# 咄罗
咄罗（?—?），又作绰罗，是契丹大贺氏早期的酋长，生活在唐朝初年。当时契丹有兵四万，分为八部，“凡调发攻战，则部落毕会猎，则部得自行。”诸部之长，称大人，共推一大人建旗鼓以统八部。对外依附突厥汗国。后为奚族所迫，退保鲜卑山（今内蒙古科尔沁右翼中旗西）以居。武德二年（619年），进攻唐朝幽州总管罗艺控制下的平州。武德六年（623年），咄罗遣使到长安，给唐高祖进贡名马、丰貂。但咄罗的政治立场还是趋向于突厥颉利可汗。他之后，大贺摩会继立。